# أرجينيس كاسيميرو نونيز
أرجينيس كاسيميرو نونيز (مواليد 30 ديسمبر 1981) هو ملاكم من جمهورية الدومينيكان، مثّل بلاده في الألعاب الأولمبية الصيفية 2008.

## وصلات خارجية
أرجينيس كاسيميرو نونيز على موقع اللجنة الأولمبية الدولية (الإنجليزية)
- أرجينيس كاسيميرو نونيز على موقع أوليمبيديا (الإنجليزية)